# Ringgold Island
Ringgold Island ist eine kleine unbewohnte Insel der Andreanof Islands, die zu den Aleuten 
gehören. Die etwa 2,5 km lange und 29 m hohe Insel liegt an der Westküste von Adak Island.